# Virginal

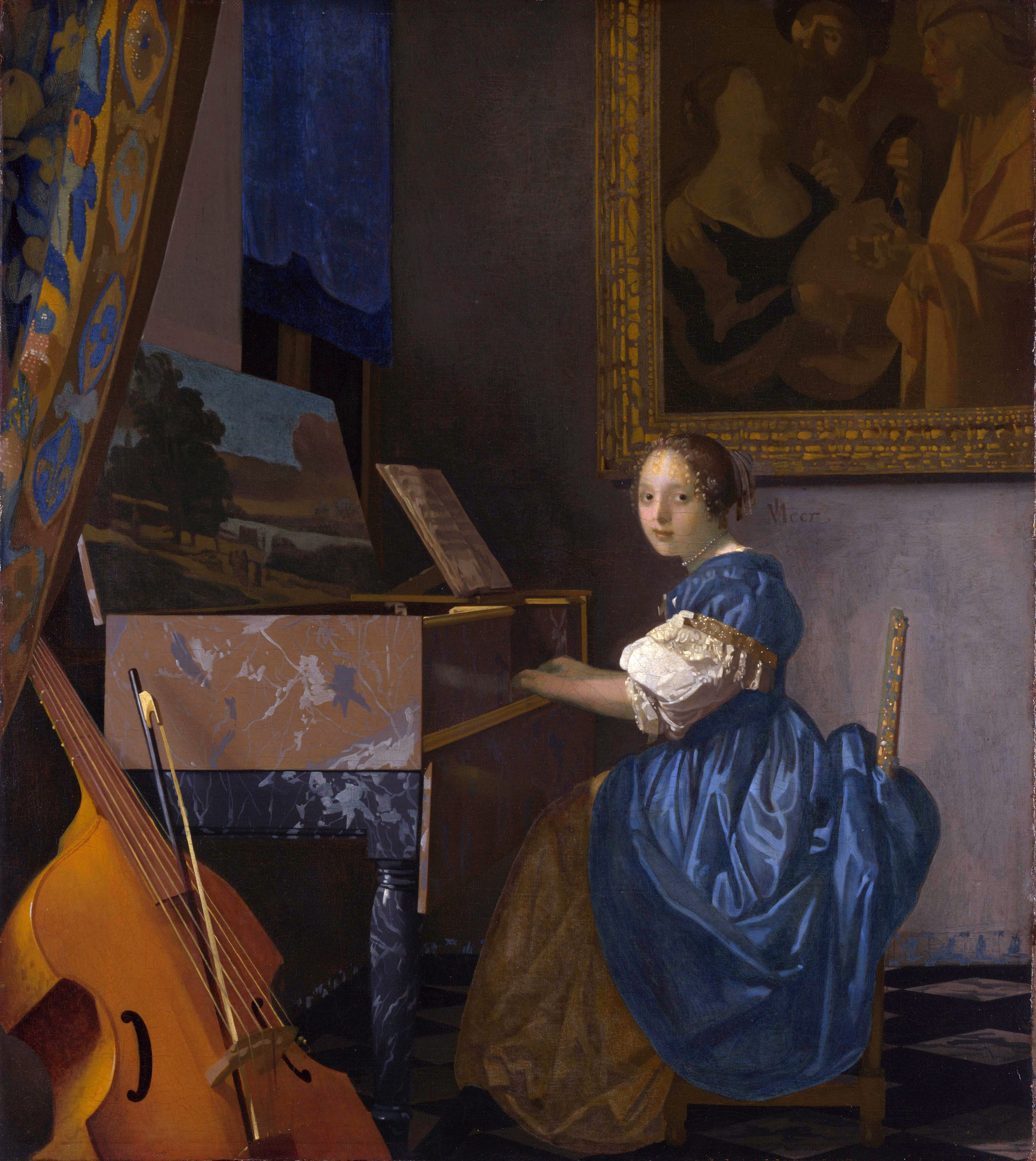
Oli sobre tela de Johannes Vermeer mostrant una dama davant d'un virginal, a la National Gallery de Londres.

El virginal és un instrument musical de corda pinçada i tecla. Va tenir la seva esplendor durant el segle xvi i xvii als Països Baixos i Anglaterra. La ciutat d'Anvers fou un dels centres més importants en la fabricació de virginals. La paraula prové del llati virginalis, de virgo, «noia» perquè eren principalment les noies que el tocaven.
Segons Roland de Candé fins al segle xvii el nom de virginal a Anglaterra designava tots els instruments de tecla i corda pinçada. El virginal té una sola corda per tecla, a diferència del clavecí.